# Charles Allen (Jurist)

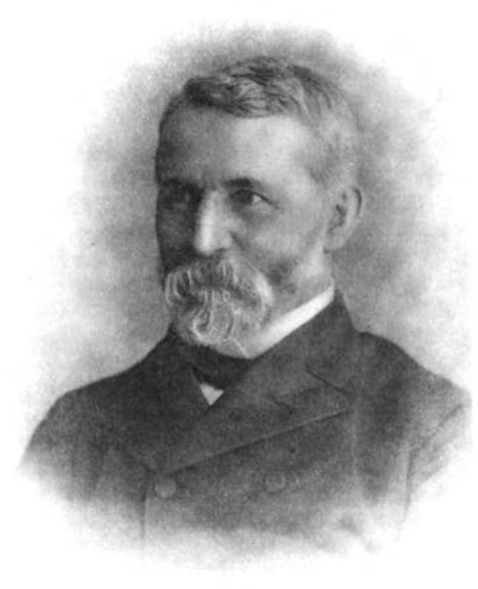
Charles Allen

Charles Allen (* 17. April 1827 in Greenfield (Massachusetts); † 13. Januar 1913 in Boston) war ein US-amerikanischer Rechtsanwalt und Richter.

## Leben
Charles – der Sohn von Sylvester Allen (1783–1848) und seiner Ehefrau Harriet, geborene Ripley (1795–1876) – hatte vier Geschwister: Franklin Ripley Allen (1822–1906), Mary Cole Allen (1824–1845), Margaret Carter Allen (1830–1833) und Elizabeth W. Allen (1834–1885). 1847 absolvierte er ein Jurastudium an der Harvard University. 1850 als Rechtsanwalt zugelassen, praktizierte er zwölf Jahre in seinem Geburtsort als Anwalt. 1861 bis 1867 berichtete er als Reporter of decisions in der vierzehnbändigen Ausgabe Allen's Reports über Entscheidungen des Obersten Gerichtshofes von Massachusetts einschließlich der Berufungen. 1867 bis 1872 war er Generalstaatsanwalt von Massachusetts und 1882 bis 1898 Richter am Obersten Gerichtshof von Massachusetts.
Im Ruhestand publizierte der Shakespeare-Verehrer Charles Allen im Jahr 1900 Notes on the Bacon-Shakespeare question. 
Charles Allen fand auf dem Greenfielder Green River Friedhof die letzte Ruhe. 

## Werke (Auswahl)
- Allen's Reports (14 Bde. 1861–1867)[1]
- What title and interest has the commonwealth in the Southern Vermont Railroad? Boston 1875  (archive.org)
- Telegraph cases decided in the courts of America, Great Britain, and Ireland. New York 1873
- Notes on the Bacon-Shakespeare question. Boston 1900 (archive.org)

## Ehrung
- 1892 Dr. jur. h. c., verliehen von der Harvard University